# Blešenský vrch
Blešenský vrch je zalesněný nefelinitový vrch s nadmořskou výškou 520 m n. m. v CHKO České středohoří asi 6 km západně od města Třebenice nad vsí Blešno. Vrch vznikl vypreparováním neovulkanické žíly ze slínovců usazených ve svrchní křídě. Na svazích se nacházejí suťová pole a drobné skály se sloupcovou odlučností horniny. Na úpatích dochází k menším sesuvům půdy. Vrch je porostlý listnatým lesem (dub, habr, lípa), ve kterém dále rostou například břečťan popínavý nebo prvosenka jarní. Na vrcholové skále se vyskytuje teplomilná vegetace (např. kavyly).
Na vrcholu stával blíže neznámý Hrad na Blešenském vrchu, ze kterého se dochovaly příkopy a valy. Z vrcholku hory je dobrý výhled zejména k jihu na vrch Kuzov a vrch Baba u Děčan.

## Geomorfologické zařazení
Geomorfologicky vrch náleží do celku České středohoří, podcelku Milešovské středohoří a okrsku Kostomlatské středohoří.